# کاج ساحلی
کاج ساحلی گونه دوسوزنه از سرده کاج است. کاج ساحلی دارای انواع گوناگون بوده و منطقهٔ بزرگی از غرب آمریکای شمالی را زیر پوشش دارد. زیستگاه طبیعی کاج ساحلی بزرگترین زیستگاه در میان زیستگاه‌های گونه‌های کاج در آمریکای شمالی است.